# Eriogonum moranii
Eriogonum moranii är en slideväxtart som beskrevs av James Lauritz Reveal. Eriogonum moranii ingår i släktet Eriogonum och familjen slideväxter. Inga underarter finns listade i Catalogue of Life.